# 29391 Knight
29391 Knight este un asteroid din centura principală de asteroizi.

## Descriere
29391 Knight este un asteroid din centura principală de asteroizi. A fost descoperit pe 17 iunie 1996 la Needville de Observatorul din Needville. Asteroidul prezintă o orbită caracterizată de o semiaxă mare de 2,66 ua, o excentricitate de 0,17 și o înclinație de 1,2° în raport cu ecliptica.